# Montesa (Valencia)
Montesa es un municipio de la Comunidad Valenciana, España. Pertenece a la provincia de Valencia, en la comarca de La Costera.

## Geografía

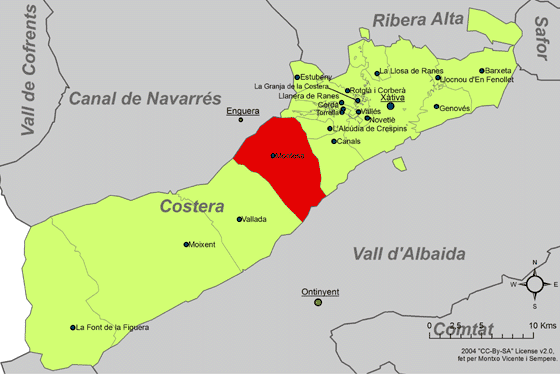
Localización en la Costera

Integrado en la comarca de La Costera, se sitúa a 70 kilómetros de Valencia. El término municipal está atravesado por la Autovía Almansa-Játiva (A-35).
El relieve lo forma un ancho valle recorrido por el río Cáñoles en dirección suroeste-noreste y limitado en su parte septentrional por una ramificación de la sierra de Enguera. El sur del valle está limitado por Serra Grossa. La altitud oscila entre los 654 m al sur, en Serra Grossa, y los 170 m a orillas del río Cáñoles. El pueblo se alza a 298 m sobre el nivel del mar.

### Localidades limítrofes
| Noroeste: Enguera | Norte: Enguera y Játiva (exclave) | Nordeste: Alcudia de Crespins |
| Oeste: Vallada    |                                   | Este: Canals                  |
| Suroeste: Vallada | Sur: Ayelo de Malferit            | Sureste: Canals               |

## Historia
Son escasos los restos prehistóricos aparecidos en este término. Hay vestigios de un establecimiento ibérico en la Cañada, consistentes en abundantes fragmentos de cerámica con decoración geométrica pintada y una pequeña escultura, también de barro cocido, representando un caballito, y los sillares almohadillados reutilizados en diversos paramentos del castillo, indudablemente de época romana y que prueba la existencia, quizá en el mismo sitio en el que luego se edificó ésta, de unas importantes construcciones de tiempos augústeos destruidas al levantar durante la Edad Media el castillo.
Empezó a tener importancia en época islámica, documentándose su castillo en el año 935. Algunos siglos después, el castillo de Montesa fue moneda de canje entre Abû Bakr Banu Isa, caíd del castillo de Xàtiva, y el rey Jaume I, quien obtuvo parte del castillo de aquella ciudad a cambio de los castillos de Montesa y Vallada. En consecuencia, el caíd y su familia se trasladaron a Montesa a finales de enero de 1248, donde permanecieron hasta septiembre de 1277, cuando villa y castillo fueron conquistados por el rey Pere el Gran.
En el año 1289 el rey Alfonso III de Aragón concedió carta puebla a Montesa y Vallada, repoblando así con cristianos una zona que hasta entonces había sido peligrosa por su situación fronteriza. Montesa quedó incorporada al patrimonio real hasta el año 1317, fecha en que por deseo de Jaime II se creó la orden monástico-militar de Montesa como sustituta en el Reino de Valencia de la desaparecida Orden del Temple. Con tal motivo, la villa y el castillo de Montesa alcanzaron gran preponderancia.
Durante la Edad Media el casco urbano de Montesa se circunscribía al actual barrio denominado popularmente ‘la Vila’. Después, el crecimiento demográfico del siglo XVI posibilitó ensanches progresivos, configurándose entonces la actual Plaça de la Vila, donde radican todavía la iglesia parroquial, la Casa de la Vila –Ayuntamiento– y la rectoría o Casa Abadía. A mediados de siglo, el cronista Viciana describía los términos de Montesa y la vecina Vallada –independiente de Montesa desde 1547– así:
“Son términos de muchas labranças y plantados de muchos árboles y en ellos se cogen trigos, cevadas y otros frutos, y de los árboles más de quatro mil libras de seda y quarenta cinco mil arrobas de azeite, y cient cincuenta mil arrovas de garrovas, y mucha grana por los montes, y miel y cera, mucha y muy buena, por tener buenos pastos de flores para las abejas”.
Después, con el nuevo siglo, vino la recesión, algo de lo que no se recuperó la villa hasta finales de la centuria.
Los primeros años del siglo XVIII, tanto Montesa como otras localidades valencianas sufrieron los efectos de la guerra de Sucesión. Después del conflicto, su lealtad a la causa borbónica le sirvió para dar nombre (y solo eso) a una de las gobernaciones en las que quedó dividido el reino de Valencia, aunque tal vez influyó más en ello la orden militar.
Unos años más tarde, el 23 de marzo de 1748 –con fuerte réplica el 2 de abril–, sufrió los efectos de los terremotos. Según la escala de Mercalli, su intensidad fue de IX-X grados, situándose su epicentro, según autores, en Montesa o en la cercana población de Estubeny.
A finales de siglo, el botánico Antonio José Cavanilles describía la villa así:
“Baxé al pueblo, cuyos edificios decentes, anchas y bien empedradas calles, recuerdan lo que perdió en este siglo: a 200 vecinos se reduce hoy día la villa, número insuficiente para cultivar el término de dos leguas de norte a sur y de una de oriente a poniente, por lo qual queda como la mitad, inculto […] Enmendados estos errores [sobre árboles y cultivos] aumentarían los frutos, sería mayor el número de vecinos y recobraría Montesa el estado antiguo que le hicieron perder las guerras y los terremotos”.
En 1837 se disolvieron de forma oficial los señoríos jurisdiccionales. A partir de entonces Montesa fue creciendo, configurándose como zona urbana y muy lentamente (sobre todo a partir del siglo pasado), el camino de la estación del ferrocarril, que llegó a la población en noviembre de 1858.
El siglo XX fue el de las migraciones hacia Barcelona en búsqueda de trabajo, la Guerra Civil, el caciquismo de posguerra y más adelante, con la democracia, la transformación del secano en regadío gracias a la construcción de diversos pozos de riego.

## Demografía
Montesa (Valencia) cuenta con una población de 1134 habitantes (INE 2024).
| Gráfica de evolución demográfica de Montesa entre 1842 y 2021                                                       |
| |
| Población de derecho según los censos de población del INE Población de hecho según los censos de población del INE |

## Administración y política
La historia política reciente de Montesa se inició con la primera legislatura, en 1979, de la etapa democrática actual, liderada por un partido de ideología independiente. Desde entonces, el municipio ha estado gobernado tanto por fuerzas de derechas como de izquierdas.
Desde 1983 y hasta el año 2011, a excepción de la legislatura 1987-1991, Montesa estuvo gobernada por partidos de ideología conservadora; un primer período encabezado primero por las extintas Alianza Popular (AP) y luego Unión Valenciana (UV) para luego seguir con el relevo el Partido Popular (PP).
Con las Elecciones del año 2011, la evolución política cambia de dirección, y son, los partidos de izquierdas quienes toman posesión del poder municipal. Así, el pacto establecido entre el Partido Socialista del País Valenciano (PSPV-PSOE) y el BLOC (actual Compromís), obteniendo en conjunto, un número de escaños superior a los conseguidos por el PP en estas elecciones, permite un nuevo liderazgo de tipo "coalición". Un liderazgo, que desplazará del poder al grupo conservador por primera vez después de 20 años de gobierno ininterrumpido del mismo. Dicho pacto estableció un gobierno de dos años para cada partido de los que compusieron el acuerdo (primero gobernó el BLOC y luego el PSPV-PSOE).
Finalmente, en las Elecciones de 2015, con un resultado de tres escaños para cada partido de los tres que hasta el momento conformaban el panorama político municipal (PP, PSPV-PSOE y Compromís), se volvería a realizar un nuevo "pacto de izquierdas" en el cual, el PSPV-PSOE lideraría la alcaldía los dos primeros años para acto seguido, pasar el mando al grupo de Compromís por un período de tiempo similar.

### Listado de Alcaldes y Alcaldesas del período democrático actual
2023-2027
Hèctor Barberà Cerdà
PSPV-PSOE
Gobierno con apoyo de Compromís

| Legislatura | Alcalde o alcaldesa             | Partido Político   | Fecha de Toma de Posesión       | Observaciones               |
| ----------- | ------------------------------- | ------------------ | ------------------------------- | --------------------------- |
| 1979-1983   | Silverio Perfecto Sanz Navarro  | CIC                | 19/04/1979                      |                             |
| 1983-1987   | Antonio Moltó Sanchis           | AP - PDP - UV - UL | 28/05/1983                      |                             |
| 1987-1991   | Ricardo Barberá Vila            | PSPV-PSOE          | 30/06/1987                      |                             |
| 1991-1995   | Vicente Miguel Olivares Perales | UV                 | 15/06/1991                      |                             |
| 1995-1999   | Vicente Miguel Olivares Perales | UV - CCV           | 17/06/1995                      |                             |
| 1999-2003   | José Albalat Grimaltos          | PP                 | 03/07/1999                      |                             |
| 2003-2007   | José Albalat Grimaltos          | PP                 | 14/06/2003                      |                             |
| 2007-2011   | José Albalat Grimaltos          | PP                 | 16/06/2007                      |                             |
| 2011-2015   | Juan García Cerdá               | BLOC               | 11/06/2011                      | Pacto BLOC + PSPV-PSOE      |
| 2011-2015   | José Barberá Ferrer             | PSPV-PSOE          | 08/06/2013                      | Pacto BLOC + PSPV-PSOE      |
| 2015-2019   | José Barberá Ferrer             | PSPV-PSOE          | 13/06/2015                      | Pacto PSPV-PSOE + Compromís |
| 2015-2019   | Analía Juan Guillén             | Compromís          | 09/06/2017                      | Pacto PSPV-PSOE + Compromís |
| 2019-2021   | Analía Juan Guillén             | Compromís          | 12/06/2019                      | Pacto Compromís + PSPV-PSOE |
| 2021-2023   | José Barberá Ferrer             | PSPV-PSOE          | 14/12/2021 Pacto Compromís-PSOE |                             |

## Patrimonio

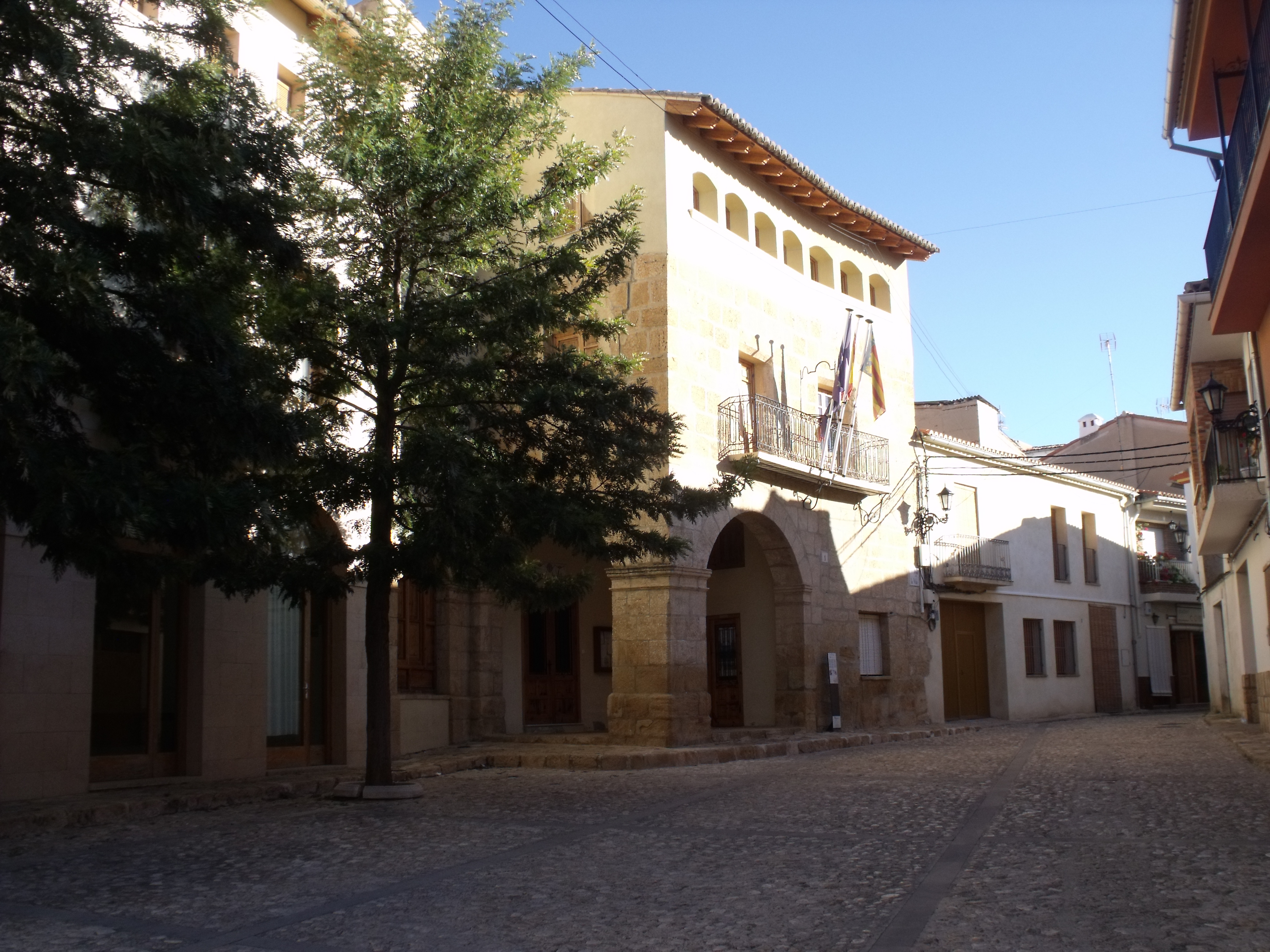
Ayuntamiento
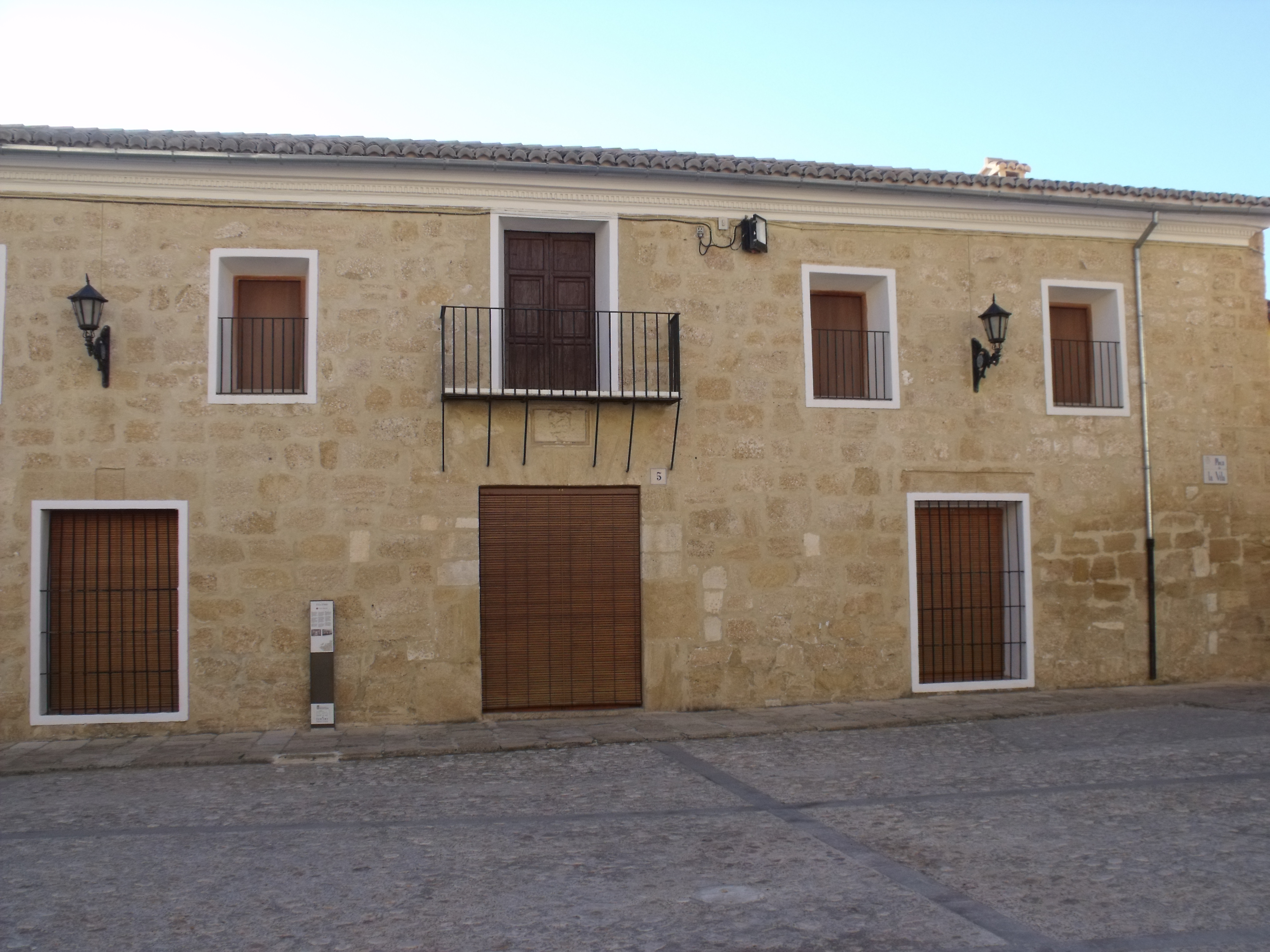
Casa Abadía
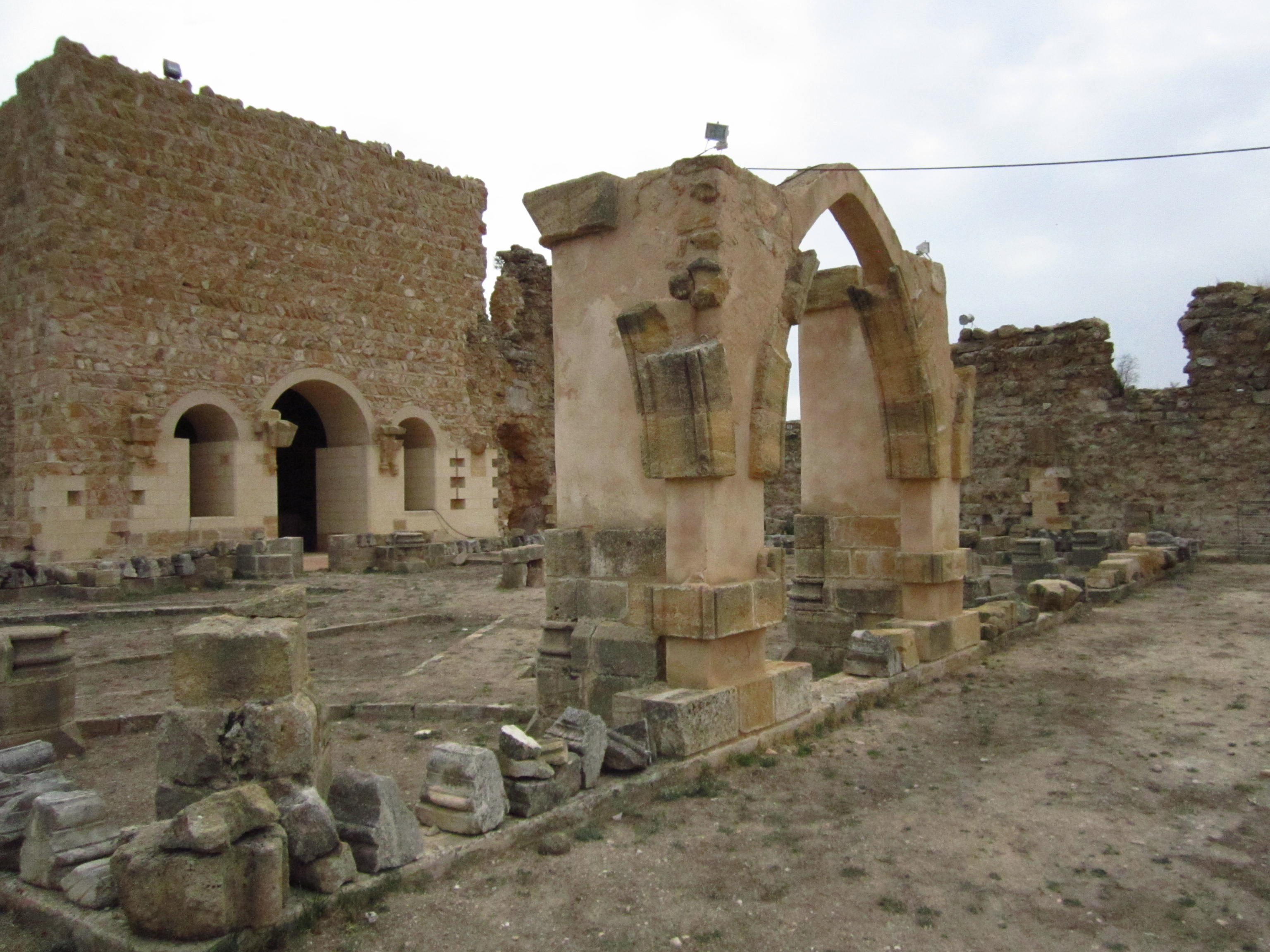
Sala capitular del castillo
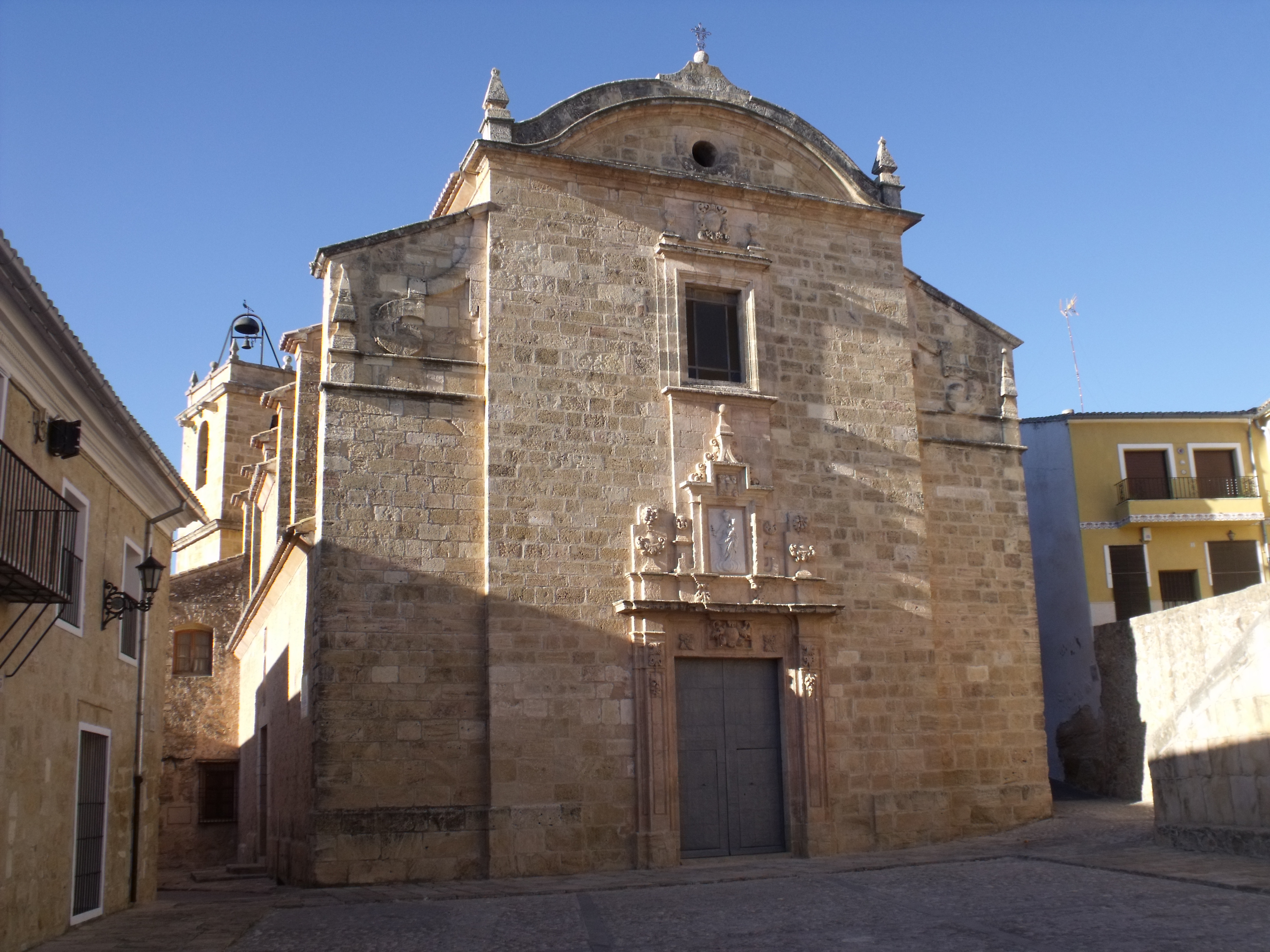
Iglesia de la Asunción

- Castillo de Montesa. Es el recurso patrimonial y turístico más importante de la población. Su origen es incierto, pero cuenta con vestigios desde la Prehistoria, con registros arqueológicos desde la época del Bronce. Tomó importancia a partir de la época medieval andalusí, y se realizaron construcciones y reformas más tarde, las más importantes por la Orden de Montesa a partir de 1319. En esa fecha, castillo y villa pasaron a la nueva orden militar por disposición del rey Jaume II, al elegir Montesa el monarca como sede de aquella institución. Con ello, la Orden construyó en la fortaleza un monasterio cisterciense, que fue convirtiéndose progresivamente en castillo-convento fortificado. Las obras más importantes las llevó a cabo el maestre frey Pere de Tous (1327-1374), quién ordenó construir la iglesia, la sala capitular y el refectorio, a la vez que mandó rehacer la muralla andalusí que circundaba la fortaleza. A finales del siglo XIV frey Berenguer March –tío del poeta Ausiàs– construyó el claustro, y, poco después, frey Lluís Despuig edificó el dormitorio y la capilla de San Jorge, con otras obras destacadas que auspiciaron los maestres de la Orden del siglo XVI. El edificio se vio asolado por el terremoto del 23 de marzo de 1748 y sus réplicas, por lo que los freiles de la Orden se trasladaron a la ciudad de València, donde se construyó un nuevo monasterio, hoy, delegación del Gobierno en la Comunidad Valenciana. En el siglo XIX, los restos del castillo fueron desamortizados y vendidos hacia 1868. Desde 1970, es propiedad del Ayuntamiento de Montesa, y a efectos de protección patrimonial, lo afectan la Real orden por la que se declara el castillo de Montesa monumento historicoartístico de carácter nacional (Gaceta de Madrid, 13.04.1926), y la Orden de 31 de mayo de 2005 de la Conselleria de Cultura, Educación y Deporte, que delimita el entorno de protección del castell de Montesa y se establece la normativa al efecto (DOGV de 05.08.2005).
- Iglesia parroquial. Fue construida entre los años 1693 y 1702 siguiendo las trazas de mosén Juan Aparicio, autor de las portadas laterales de la colegiata de Xàtiva. Cuenta con fachada de piedra de sillería y un notable trasagrario barroco. En su interior se conservan, entre otros, dos retablos del siglo XVI, sendas tablas de la misma época con la escena del Calvario y un órgano de 1744, el único de la época de la provincia de València.
- Ermita de la Santa Cruz. Se trata de un edificio sencillo, del siglo XVI, con puerta lateral y bóveda de cañón rebajada. Su emplazamiento, en lo alto de una colina, permite disfrutar de una deliciosa vista del valle de Montesa.
- Ermita del Calvario. Construida durante el primer tercio del siglo XVIII, es un pequeño ‘tratado arquitectónico’ con crucero, cúpula sobre pechinas y cabecera poligonal desde el exterior.
- Ermita de San Sebastián (Montesa)Ermita de San Sebastián. La primera referencia documental del edificio es de 1558, aunque se encuentra muy transformada en la actualidad. La cubierta es moderna, de 1907, y la entrada original, recuperada recientemente, denota la antigüedad del ermitorio, dedicado al patrón de la población. En su interior se conservan diversas lápidas de cerámica de la segunda mitad del siglo XIX, además de unos sencillos dibujos murales con la fecha de 1623.
- Convento de San Vicente de Paúl. Se trata de un sencillo edificio, reformado en 1891, que albergó una comunidad religiosa femenina hasta el año 1980. Conserva una escalera doble para acceder a la primera planta y un patio enlosado de piedra de sillería presidido por un pozo.

## Fiestas locales
- Hoguera de San Sebastián (Foguera de Sant Sebastià): dedicada al patrón de la población, se recuperó en 1989. La cremà se realiza el sábado más próximo al 20 de enero, festividad litúrgica del Santo y en torno al evento, se organizan diversos actos festivos.

- Fiestas patronales: el origen de las actuales fiestas patronales se remonta a la segunda mitad del siglo XVIII, con añadidos posteriores del siglo pasado. Los actos religiosos veneran a la Mare de Déu del Castell, patrona de Montesa, la reliquia de la Santa Espina –un regalo de la Orden homónima– y el Crist del Calvari. Actualmente, las celebraciones, que alternan con diversos actos de carácter lúdico y festivo, tienen lugar durante los diez últimos días del mes de agosto.

- Fiestas de Moros y Cristianos (Els Moros i Cristians): desde 1983, Montesa celebra también unas interesantes fiestas de moros y cristians considerando éstas una tradición bien arraigada en la localidad. Los actos se desarrollan durante los días próximos al 9 de octubre. Es una semana llena de actividades lúdico- culturales y festivas, entre las que destacan la embajada y la entrada mora y cristiana, entre otros actos. En la actualidad existen 9 comparsas, cinco del bando moro: Alis-Ben-Beguts, Kalibules, Masais, Kafftans y Els Mursi, y cuatro del bando cristiano: Templaris, Bandolers, Belcebuts y Nídars.